# 舒普法特

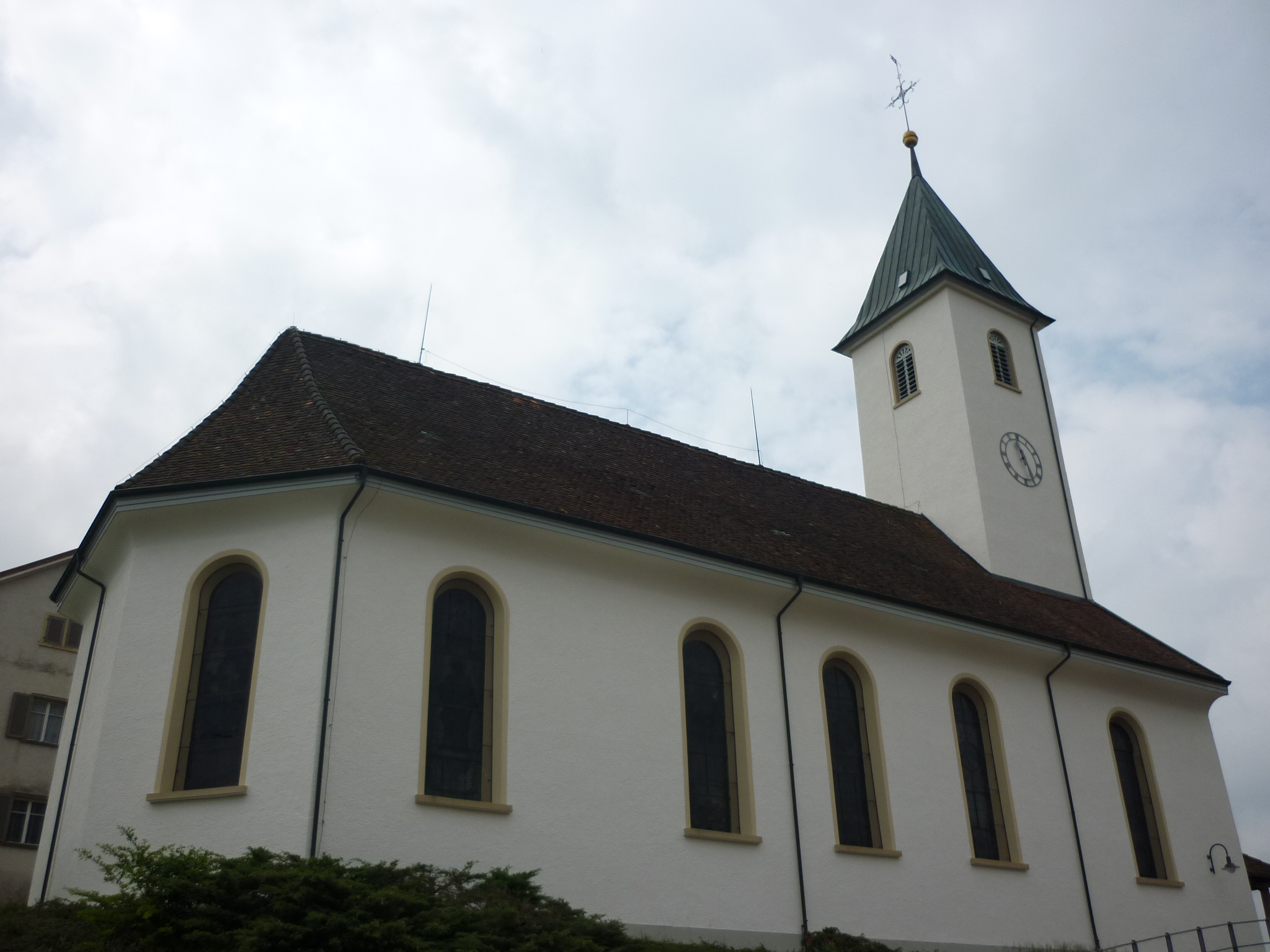

舒普法特是瑞士的城鎮，位於該國北部，由阿爾高州負責管轄，面積7.04平方公里，海拔高度457米，2012年人口762，七成半人口信奉羅馬天主教，人口密度每平方公里108人。